# Casacanditella
Casacanditella es un municipio de 1.330 habitantes en la provincia de Chieti. Está en lo alto de una colina entre el río Foro y el torrente Dendalo. El territorio municipal tiene una extensión de 12,41 K² en una zona de colinas con muchas casas dispersas y núcleos habitados. En el territorio de la localidad se han hallado restos arqueológicos del periodo romano y de la Alta Edad Media que prueban antiguos poblamientos. Las primeras noticias documentadas acerca de Casacanditella y Semivicoli se remontan al siglo IX. Hay pocas noticias históricas de interés, desde el siglo XVIII fueron señores los Valigani de Chieti. Durante la Segunda Guerra Mundial la población sufrió graves daños.
Unas de las familias más importantes del pueblo son : Ciccino, Di Rico, Infante, D'Angelo, Traccana entre otros.

## Fiestas
- 15 de agosto - En honor de la Virgen María aparecida sobre una encina que se encuentra junto al santuario, se organiza una espectacular procesión de carros votivos cargados con trigo y otros cereales. En esta procesión participan muchachas vestidas de blanco con recipientes repletos de grano.

## Evolución demográfica
| Gráfica de evolución demográfica de Casacanditella entre 1861 y 2001 |
|                                                                      |
| Fuente ISTAT - elaboración gráfica de Wikipedia                      |

- Datos: Q51194
- Multimedia: Casacanditella / Q51194

1. ↑  Worldpostalcodes.org, código postal n.º 66010.
2. ↑  «Codici Catastali». Comuni-italiani.it (en italiano). Consultado el 29 de abril de 2017.